# Bago (Mianmar)
Bago (korábban Pegu, burmai: ပဲခူးမြို့) város Mianmar déli részén, Ranguntól kb. 80 km-re ÉK-re. Az azonos nevű közigazgatási körzet székhelye. Lakossága mintegy 284 ezer fő volt 2012-ben. 
Éghajlata trópusi monszun, májustól októberig esős évszakkal. 

## Főbb látnivalók
- Shwethalyaung Buddha. Templom egy hatalmas fekvő Buddha-szoborral. A szobor 55 méter hosszú és 16 méter magas. Valószínűleg 994-ben épült.
- Shwemawdaw Paya pagoda az ország legmagasabb sztúpájával.
- Kyaik Pun Paya pagoda. Az itt látható négy ülő Buddha-szobor a 7. században épült.
- Kanbawzathadi-palota. Eredetileg 1556-ban épült, majd 1990-1992-ben újjáépítették.
- Mahazedi Paya pagoda. 1560-ban épült, az 1980-as években újjáépítették.
- Maha Kalyani Sima szentély. Eredetileg 1476-ban épült.

## Galéria

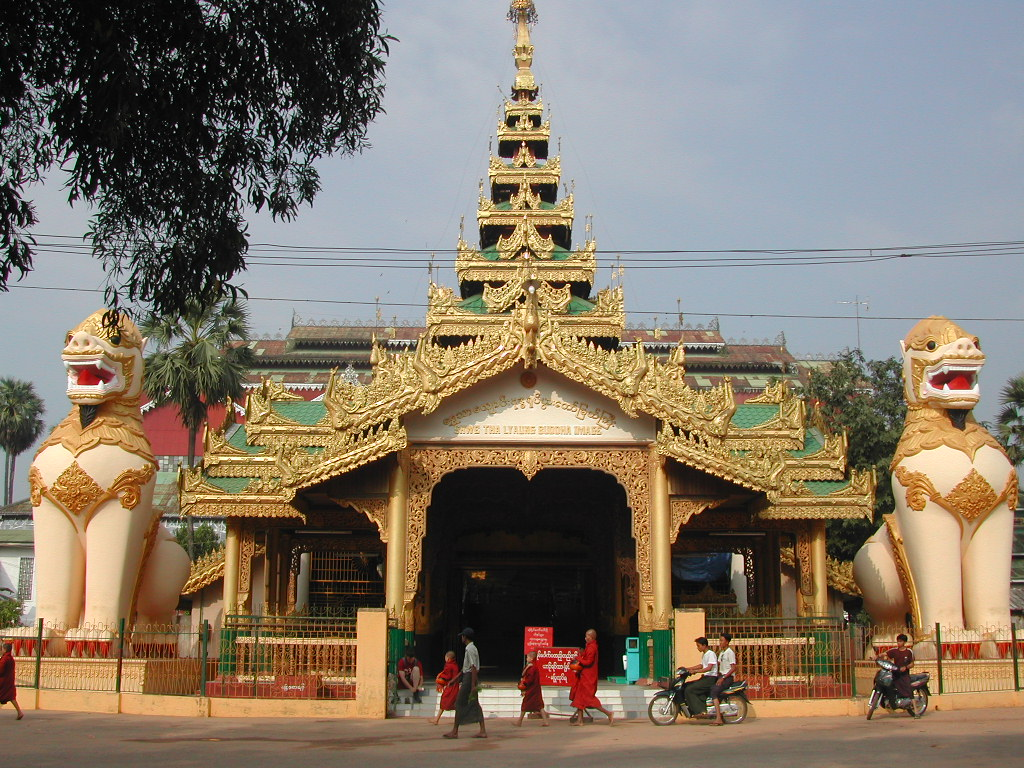
Shwethalyaung Buddha-templom
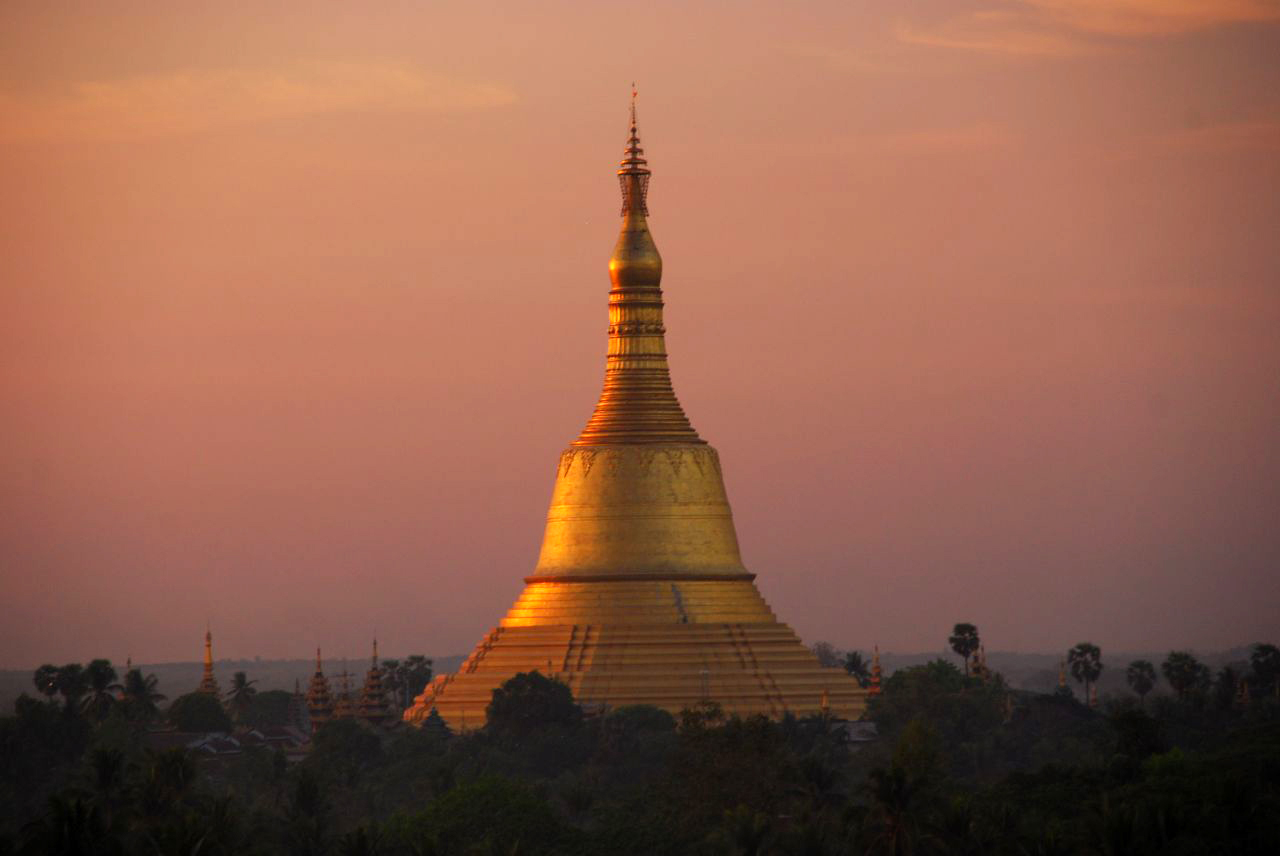
Shwemawdaw sztúpa
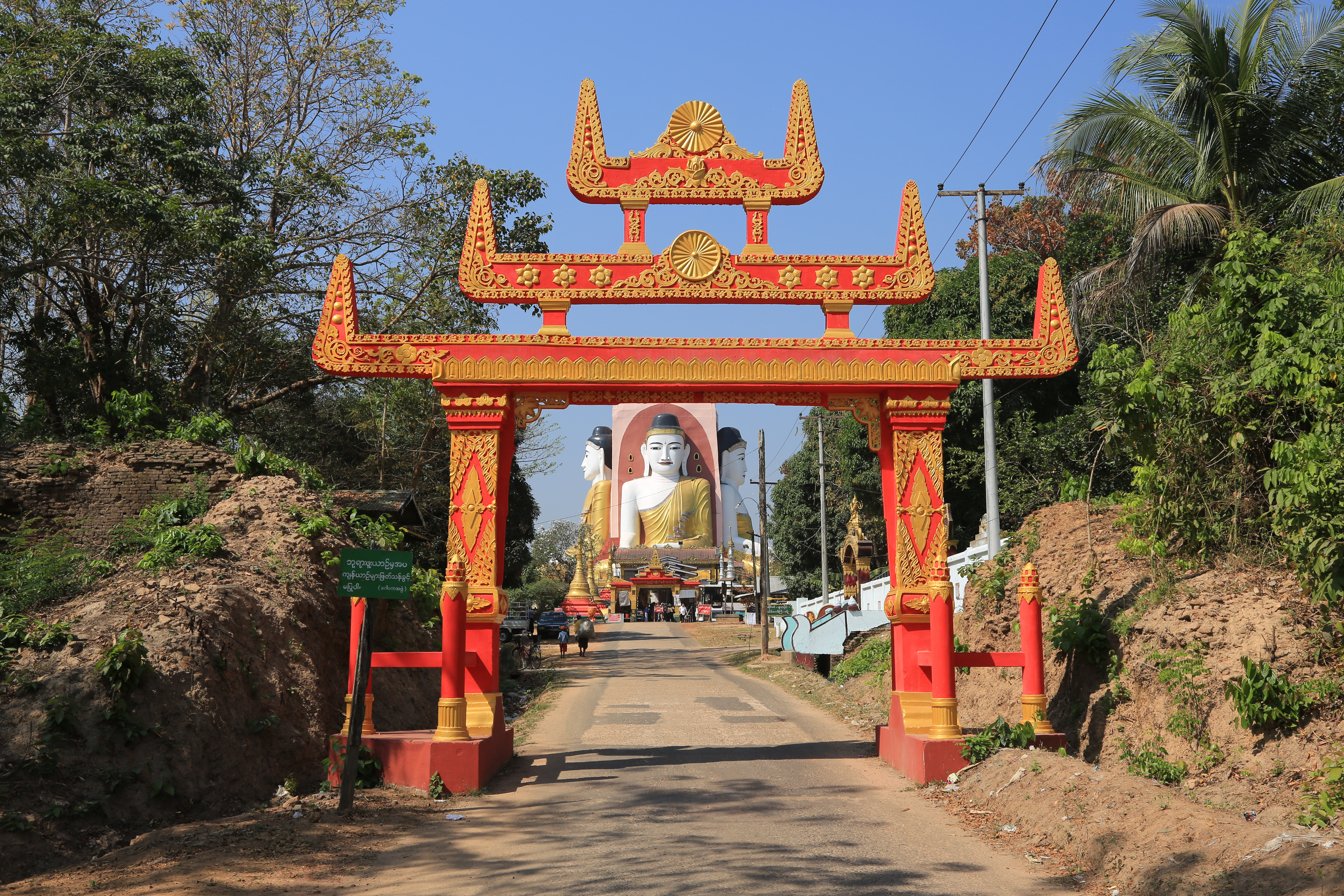
Kyaik Pun Paya
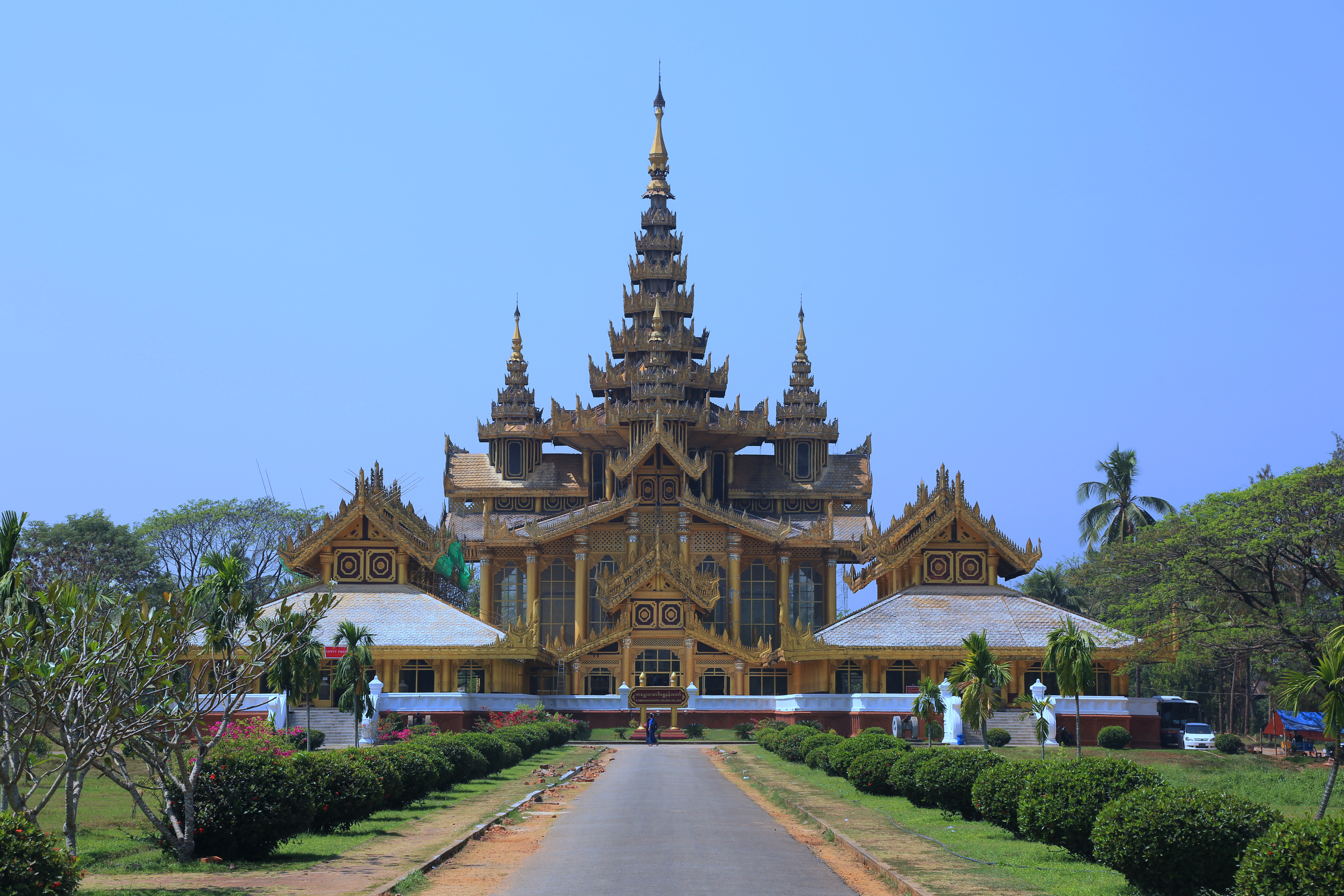
Kanbawzathadi-palota
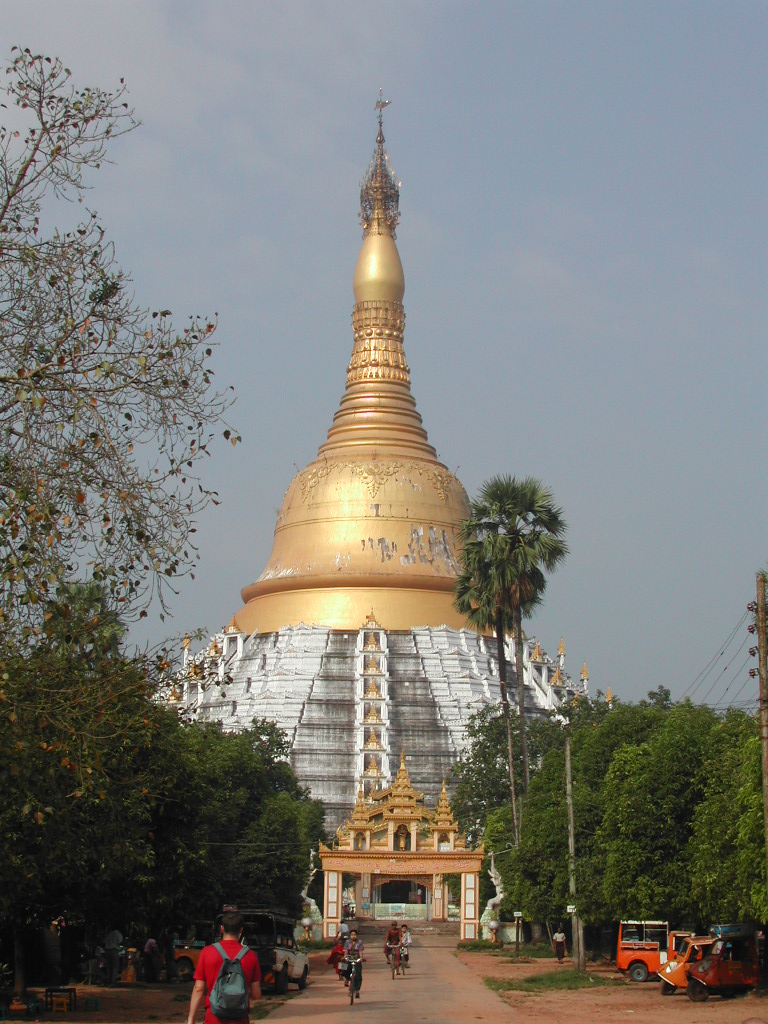
Mahazedi Paya

## Fordítás
Ez a szócikk részben vagy egészben  a   Bago, Burma című angol Wikipédia-szócikk fordításán alapul.  Az eredeti cikk szerkesztőit annak laptörténete sorolja fel. Ez a jelzés csupán a megfogalmazás eredetét és a szerzői jogokat jelzi, nem szolgál a cikkben szereplő információk forrásmegjelöléseként.

## Külső hivatkozások
- Renown Travel. [2015. május 18-i dátummal az eredetiből archiválva]. (Hozzáférés: 2014. augusztus 6.)